# Prineha Narang
Pour les articles homonymes, voir Narang (homonymie).
Prineha Narang est professeure adjointe de sciences informatiques des matériaux à la John A. Paulson School of Engineering and Applied Sciences de l’Université Harvard.

## Formation
Narang étudie les nanotechnologies et les nanomatériaux à l’université Drexel. Après avoir obtenu son diplôme de Bachelor of Science en 2011, elle poursuit ses études en physique appliquée au California Institute of Technology (Caltech), elle décroche en 2015 son Ph.D. avec sa thèse: Light-Matter Interactions in Semiconductors and Metals: From Nitride Optoelectronics to Quantum Plasmonics. 
Par la suite, elle intègre l’Université Harvard en tant que boursière environnementale Ziff au Harvard University Center for the Environment afin d’explorer le nouveau domaine des matériaux et dispositifs quantiques dans leur état excité. En 2016, elle est également chercheuse en théorie de la matière condensée au Massachusetts Institute of Technology Dept. of Physics, travaillant sur de nouvelles méthodes théoriques pour décrire les interactions quantiques.
Elle rejoint la John A. Paulson School of Engineering and Applied Sciences (SEAS) de l'Université Harvard en 2017 en tant que maître de conférences (assistant professor) dans le domaine des sciences informatiques des matériaux, elle dirige un groupe de recherche interdisciplinaire.

## Recherche
Narang étudie le comportement optique, thermique et électronique des matériaux à l'échelle nanométrique. Ses recherches ce concentrent sur la façon dont les matériaux interagissent avec la lumière et d'autres formes de rayonnement électromagnétique.
Le groupe de recherche de Prineha Narang est fondamentalement interdisciplinaire et se trouve à l’intersection de la physique computationnelle, de la chimie et de la photonique quantique.
Les intérêts de recherche du Dr Narang résident dans l'exploration et l'élargissement de la compréhension des phénomènes à l'état excité et de non-équilibre pour développer des matériaux considérablement améliorés, de nouveaux matériaux et dispositifs d'ingénierie quantique. Ce travail fusionne les concepts fondamentaux de la physique hors équilibre avec l'ingénierie quantique et pourrait avoir des applications dans la détection et la photodétection, la conversion énergétique et le traitement de l'information quantique,.
Ses recherches ont ouvert la voie à de nouveaux états de la matière possible lorsque la lumière interagit avec les matériaux. En 2018 elle conçoit un minuscule capteur quantique qui emploie de nouveaux mécanismes d'interaction entre la lumière et les molécules afin de détecter et identifier les propriétés des molécules isolés.
Les matériaux issus de l'ingénierie quantique sont créés par ingénierie atome par atome, ce procédé permet la conception d’appareils hautement éconergétiques. Les recherches du Dr Narang explorent les processus théorique derrière ces matériaux en vue d'applications dans les technologies électroniques, énergétiques et spatiales.
Ses recherches sur les matériaux à la plus petite échelle bien que théoriques et computationnelles pourraient déboucher sur une nouvelle génération de technologies, tel que les supercalculateurs exaflopiques, l’internet des objets ou l’information quantique.

## Publication choisies
- Brown, A. M., Sundararaman, R., Narang, P., Goddard III, W. A., & Atwater, H. A. (2016). Nonradiative plasmon decay and hot carrier dynamics: effects of phonons, surfaces, and geometry. Acs Nano, 10(1), 957-966[19].
- Narang, P., Sundararaman, R., & Atwater, H. A. (2016). Plasmonic hot carrier dynamics in solid-state and chemical systems for energy conversion. Nanophotonics, 5(1), 96-111[20].
- Leenheer, A. J., Narang, P., Lewis, N. S., & Atwater, H. A. (2014). Solar energy conversion via hot electron internal photoemission in metallic nanostructures: efficiency estimates. Journal of Applied Physics, 115(13), 134301[21].
- (en) Sundararaman, R., Narang, P., Jermyn, A. et al., « Theoretical predictions for hot-carrier generation from surface plasmon decay », Nature communications, vol. 5, no 1,‎ 16 décembre 2014, p. 1-8 (e-ISSN 2041-1723, lire en ligne, consulté le 10 mai 2020).
- Narang, P., Zhao, L., Claybrook, S., & Sundararaman, R. (2017). Effects of Interlayer Coupling on Hot‐Carrier Dynamics in Graphene‐Derived van der Waals Heterostructures. Advanced Optical Materials, 5(15), 1600914[22].

## Prix et distinctions
- Prix CAREER, National Science Foundation (NSF) (2020)[23]
- Moore Inventeur Fellow, Gordon and Betty Moore Foundation (en), (2018)[24]
- Chercheur mondial CIFAR Azrieli, (2018)[25]
- Innovateur TR35 du MIT Technology Review (récompensé pour ses travaux en ingénierie quantique), (2018)[26]
- Jeune scientifique du World Economic Forum, (2018)[27]
- Forbes 30 Under 30 en Science, (2017)[28]
- Étoile montante du MIT en physique, Massachusetts Institute of Technology (MIT), (2016)[29]
- Étoile montante DARPA, (2015)[30]
- Étudiant exceptionnel de l'année, Département de MSE, (2010)[31]